# 三寶科技
南京三宝科技股份有限公司，簡稱南京三宝科技股份，以及三宝科技（英語：NANJING SAMPLE TECHNOLOGY COMPANY LIMITED，港交所：1708），在2000年，由南京三宝科技集团有限公司，於江蘇省南京市（總部）分拆成為資訊科技公司。
董事長為沙敏，首席執行官為常勇。業務在中國內地經營射频识别（RFID）技术、视频识别技术以、数据处理技术储备、智能交通、现代物流、健康服务等。
股份在2004年6月9日於港交所創業板上市，當時代碼為8287.HK。配售價格為2.7至4.6港元之間，配售股份為20,400,000股H股，集資額為9400萬港元。其後在2010年12月1日轉為主板上市。

## 連結
- SampleTech.com.cn（页面存档备份，存于）